# ارکستر سمفونیک سلطنتی
ارکستر سمفونیک سلطنتی (هلندی: Koninklijk Concertgebouworkest; pronounced [ˌko:nɪnklək kɔnˈsɛrtxəbʌu̯ɔrˌkɛst]) نام یک ارکستر مشهور هلندی است که در آمستردام واقع است و برنامه‌های خود را در تالار کنسرت آمستردام اجرا می‌کند.
عنوانِ «سلطنتی» را، ملکه بئاتریکس در سال ۱۹۸۸ میلادی برای این ارکستر سمفونیک انتخاب کرد و این ارکستر، امروزه یکی از برترین ارکسترهای سمفونیک جهان به‌حساب می‌آید.